# Stanisław Gawlik (aktor)
Stanisław Gawlik (ur. 3 listopada 1925 w Słupnej k. Katowic, zm. 7 lutego 1990 w Warszawie) – polski aktor teatralny i filmowy.

## Życiorys
Aktor teatrów: Starego w Krakowie, Miejskiego w Katowicach, Ziemi Pomorskiej w Toruniu, Polskiego w Poznaniu, Dramatycznego we Wrocławiu. Od 1951 grał na deskach teatrów warszawskich: Ateneum (1951–1958) i Dramatycznego (1958–1990). 
Od 1951 występował w słuchowiskach Teatru Polskiego Radia, od 1958 w spektaklach Teatru Telewizji. 
Był mężem aktorki Heleny Dąbrowskiej-Gawlik (1923–2003). 
Zmarł w Warszawie, pochowany na cmentarzu komunalnym Północnym (kwatera W-XIX-4-1-6).

## Filmografia
- Odbicia (1989) – mężczyzna grający w karty (odc. 5)
- W labiryncie (1989) – przedstawiciel dyrekcji i rady zakładowej Instytutu wręczający upominek z okazji dnia kobiet (odc. 10)
- Dekalog (1988) (Dekalog dwa, Dekalog sześć) – listonosz Wacek
- Krótki film o miłości (1988) – listonosz Wacek
- Mistrz i Małgorzata (1988) – Głuchariow, członek „Massolitu” (odc. 1, 3, 4)
- Oszołomienie (1988) – aktor
- Rzeka kłamstwa (1987) – kucharz Raszewski (odc. 3)
- Tulipan (1986) – krawiec (odc. 5)
- Zmiennicy (1986) – dyrektor PGR (odc. 5)
- Ga, ga. Chwała bohaterom (1985) – strażnik w banku
- Sprawa hrabiego Rottera (1985) – sędzia śledczy
- Strzały o świcie (1985) – uczestnik wizji lokalnej
- Cień już niedaleko (1984)
- Akademia pana Kleksa (1983) – Sancho Pancho
- Alternatywy 4 (1983) – zaangażowany poeta rozmawiający z Aniołem (odc. 1)
- Katastrofa w Gibraltarze (1983) – Iwan Majski, ambasador ZSRR w Wielkiej Brytanii
- Dom (1982, 1987) – dyrektor biura kadr w FSO (odc. 9, 11, 13)
- Zmartwychwstanie Jana Wióro (1982) – karczmarz, ojciec Małgośki
- Najdłuższa wojna nowoczesnej Europy (1981) – Antoni Krzyżanowski, budowniczy Bazaru (odc. 3 i 4)
- Wojna światów – następne stulecie (1981) – portier w domu Idema
- Punkt widzenia (1980) – portier w oddziale ZUS (odc. 1)
- Tajemnica Enigmy (1979) – szef kelnerów przygotowujący kolację w mieszkaniu Langera (odc. 2)
- 07 zgłoś się (1978) – właściciel domu wcześniej należącego do Sulimy (odc. 9)
- Bilet powrotny (1978) – gość na weselu Antoniny i Pierre'a
- Co mi zrobisz, jak mnie złapiesz (1978) – Stefan Kołodziej, dyrektor zakładów wypożyczających dźwig
- Koty to dranie (1978) – mężczyzna w korku
- Sto koni do stu brzegów (1978) – fotograf
- Jaguar 1936 (1977) – sędzia
- Kochaj albo rzuć (1977) – Polonus na pogrzebie Johna Pawlaka
- Lalka (1977) – licytant Szlangbauma (odc. 4)
- Sam na sam (1977) – niewidomy Krzysztof
- Polskie drogi (1976–1977) – Franciszek Bolkowski, właściciel zakładu pogrzebowego, wspólnik Kurasia (odc. 6 i 7)
- Brunet wieczorową porą (1976) – Barańczak, sąsiad Romanów
- Złota kaczka (1976) – kupiec
- Dyrektorzy (1975) – przedstawiciel władz wojewódzkich (odc. 5)
- Chłopi (1972) – naczelnik (odc. 12)
- Gonitwa (1971) – listonosz
- Jagoda w mieście (1971) – gość u Sobociaków (odc. 3)
- Nie lubię poniedziałku (1971) – milicjant chcący wypisać mandat orkiestrze z Chmielnej
- Kiedy miłość była zbrodnią (1967) – urzędnik Arbaitsamtu
- Trzy kroki po ziemi (1965)
- Barbara i Jan (1964) – inżynier oprowadzający Barbarę i Jana po fabryce (odc. 3)
- Rozwodów nie będzie (1963) – robotnik (zdarzenie 1)
- Gangsterzy i filantropi (1963) – sędzia
- Odwiedziny prezydenta (1961)
- Trudna miłość (1953) – niedowiarek

Źródło: Filmpolski.pl.

## Ordery i odznaczenia
- Złoty Krzyż Zasługi (1986)[1]
- Medal 10-lecia Polski Ludowej (19 stycznia 1955)[5]